# Akhmedalylar
Akhmedalylar (azerbajdzjanska: Əhmədalılar) är en ort i Azerbajdzjan.   Den ligger i distriktet Füzuli Rayonu, i den södra delen av landet, 240 kilometer väster om huvudstaden Baku. Akhmedalylar ligger 151 meter över havet och antalet invånare är 1 626. Den ligger vid sjön Mil-Muğan Su Anbarı.
Terrängen runt Akhmedalylar är platt åt nordväst, men åt sydost är den kuperad. Närmaste större samhälle är Böyük Bəhmənli, 16,0 kilometer nordost om Akhmedalylar.
Trakten runt Akhmedalylar består i huvudsak av gräsmarker. Runt Akhmedalylar är det ganska glesbefolkat, med 42 invånare per kvadratkilometer.